# Lionel Messi
Lionel Andrés Messi Cuccittini, detto Leo (pronuncia spagnola [ljoˈnel ˈmesi]; Rosario, 24 giugno 1987), è un calciatore argentino con cittadinanza italiana e spagnola, attaccante o centrocampista dell'Inter Miami e della nazionale argentina, di cui è capitano e con cui è diventato campione del mondo nel 2022 e campione del Sud America nel 2021 e nel 2024.
Soprannominato la Pulga (in italiano "la pulce"), in quanto la sua statura da bambino al primo provino con il Barcellona era di circa 148 cm, per cui dovette superare una forma di ipopituitarismo (deficienza di secrezione di somatotropina) crescendo in seguito, è stato spesso paragonato al connazionale Diego Armando Maradona. È ritenuto uno dei più grandi calciatori di tutti i tempi. È il secondo marcatore più prolifico della storia del calcio e il miglior realizzatore sudamericano delle nazionali di calcio. I 46 trofei ufficiali vinti in carriera lo rendono il calciatore più titolato di sempre. Rientra, inoltre, nella lista dei calciatori con almeno 1000 presenze in carriera. Detiene il record di gol segnati in competizioni ufficiali sia in una singola stagione (73 nel 2011-2012) che in un anno solare (91 nel 2012), ed è il calciatore che detiene i record di gol (35) e assist (15) in finali di competizioni ufficiali. Figura inoltre al primo posto come miglior rifinitore della storia del calcio con 379 assist all'attivo.
Con 35 trofei vinti è il calciatore più decorato della storia del Barcellona, club del quale detiene anche il record di presenze, gol e assist. Insieme a Luis Suárez e Neymar ha fatto parte del tridente (chiamato MSN dalle iniziali dei cognomi) più prolifico della storia del club e del calcio spagnolo. È primatista di gol e assist nella Liga, e detiene il record assoluto di gol (50 nel 2011-2012) e assist (21 nel 2019-2020) realizzati in una singola stagione nei cinque principali campionati europei.
Con la nazionale argentina, di cui è primatista di presenze e reti, ha partecipato a cinque edizioni del campionato mondiale, comprese tra il 2006 e il 2022 (record), e a sette della Copa América, tra il 2007 e il 2024.
A livello individuale si è aggiudicato otto volte il Pallone d'oro, sei volte la Scarpa d'oro, otto volte il premio come miglior giocatore del mondo FIFA e tre volte quello di miglior giocatore UEFA. L'IFFHS lo ha eletto miglior calciatore del decennio 2011-2020 e per tre volte miglior marcatore internazionale dell'anno. Inoltre la rivista inglese World Soccer lo ha eletto per sei anni World Player of The Year.

Firma di Lionel Messi

## Biografia
Nato all'Hospital Italiano Garibaldi di Rosario da Jorge Horacio Messi, un operaio di un'acciaieria, e da Celia María Cuccittini, donna delle pulizie, Lionel Messi è di origini italiane: il trisavolo paterno Angelo Messi è migrato da Recanati nel 1883, e il trisavolo materno Raniero Coccettini è migrato da San Severino Marche nel 1899. Inoltre è un lontano parente dell'ex pugile italiano Luca Messi, con cui condivide le origini familiari.
È sposato dal 2017 con Antonela Roccuzzo dalla quale ha avuto tre figli: Thiago, Mateo e Ciro. Ha due fratelli maggiori, Rodrigo e Matías, e una sorella minore, María Sol, ed è cugino dei calciatori Maxi ed Emanuel Biancucchi. Nell'ottobre del 2011, il quotidiano di Lleida Segre ha inoltre rivelato una probabile parentela tra l'argentino e Bojan Krkić, che sarebbero cugini di 4º grado. Nel 2005 ha ottenuto la cittadinanza spagnola, divenendo cittadino comunitario. Ha studiato presso la scuola elementare N° 66 "Gral. Las Heras".
Molto impegnato nel sociale, nel 2007 ha dato vita alla Fundación Leo Messi, una fondazione che si occupa di garantire sostegno, soprattutto medico, ai bambini indigenti. L'11 marzo 2010 è stato nominato ambasciatore UNICEF. Si è distinto per numerose iniziative umanitarie.
È ritratto sulla copertina di numerose edizioni delle serie di videogiochi PES (2009-2011) e FIFA (2012-2016), ed è sponsorizzato dall'azienda tedesca Adidas, per la quale ha anche realizzato diversi spot pubblicitari. Nel giugno 2010 ha siglato un contratto di tre anni con Herbalife, che garantisce un prezioso sostegno alla Fundación Leo Messi.
Nell'aprile 2011, Messi è stato inserito tra i nomi papabili per vincere l'annuale classifica del Time che premia il personaggio più influente dell'anno. Nel luglio 2011 è stato dichiarato "Patrimonio storico-sportivo dell'umanità" insieme a Pelé e al messicano Hugo Sánchez. Nel dicembre dello stesso anno è nominato "Cittadino illustre" e "Ambasciatore" della sua città natale, Rosario.
Il 2 luglio 2014 è presentato in anteprima a Rio de Janeiro il primo film dedicato interamente alla vita di Messi. A dirigere il film biografico è stato lo spagnolo Álex de la Iglesia, e la pellicola è stata realizzata utilizzando immagini esclusive che ritraggono anche il Messi bambino, oltre ai suoi gol migliori e i trofei vinti.
Secondo la rivista statunitense Forbes, è stato il calciatore più pagato al mondo dal 2017 al 2019 e dal 2021 al 2022, raggiungendo l'apice come sportivo più pagato in assoluto negli anni 2019 e 2022. Sempre dalla stessa rivista, con un guadagno complessivo di 750 milioni di euro nel decennio compreso tra il 2010 e il 2019, Messi è stato classificato terzo nella lista degli sportivi più pagati del decennio.

## Caratteristiche tecniche
(Diego Armando Maradona)

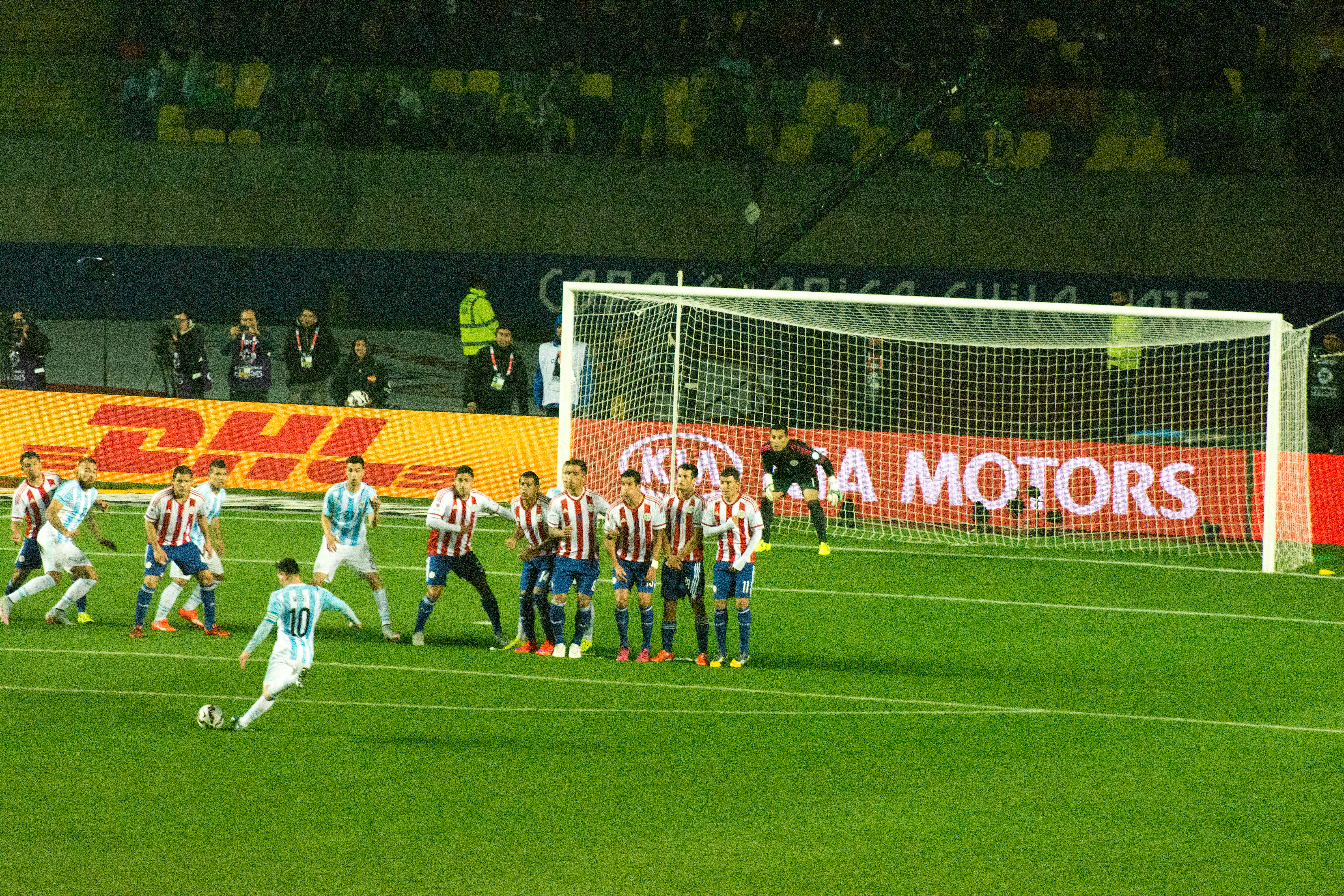
Messi batte un calcio di punizione contro il durante la semifinale della Copa América 2015

Alto 170 cm e con il baricentro del corpo più basso rispetto a corporature più longilinee, Messi è un giocatore tecnico, veloce e molto agile, che ha ottime qualità nel controllo della palla e nell'accelerazione. Secondo il Centro di Medicina Sportiva dell'Università Brunel di Londra, per uno studio della FIFA, l'argentino avrebbe raggiunto la velocità massima di 32,5 km/h. Mancino naturale, è solito portare avanti il pallone con la parte esterna del piede, cambiare direzione di movimento in pochissimo tempo ed eseguire dribbling, mentre con la parte interna del piede fornisce per lo più assist per i compagni di squadra e finalizza le proprie azioni calciando verso la porta avversaria. In carriera ha saputo migliorare anche nell'uso del piede destro.
A livello tattico, gioca su entrambe le fasce del campo cercando spesso l'azione solitaria in contropiede. Nasce come ala sulla fascia destra, posizione che gli permette di accentrarsi e tirare col piede sinistro o di effettuare cross per i compagni; è stato impiegato anche come prima o seconda punta e addirittura come trequartista e regista per la nazionale argentina, posizione che mette in mostra la sua generosità e le sue qualità di impostazione. Al Barcellona, sotto la guida dell'allenatore Pep Guardiola, trova la sua consacrazione nel ruolo di falso centravanti, una posizione più centrale che, grazie anche alla sua visione di gioco e al suo fiuto del gol, gli permette di effettuare fraseggi più frequenti con i centrocampisti e trovare più agevolmente inserimenti vincenti in area di rigore. È anche in grado di interpretare e sfruttare i "tagli" nella difesa avversaria, trovando quindi più facilmente la via del gol. Messi è inoltre un buon rigorista, nonché ottimo tiratore di calci di punizione.

## Carriera

### Club

#### Gli inizi in Argentina

##### Grandoli e Newell's Old Boys (1992-2000)
Lionel cresce in una famiglia di appassionati di calcio e da bambino gioca spesso a pallone con i fratelli Rodrigo and Matías e i cugini Maxi ed Emanuel Biancucchi, entrambi divenuti, come Lionel, calciatori professionisti. All'età di quattro anni entra nel settore giovanile del Grandoli, dove viene allenato dal padre. È la nonna Celia Oliveira Cuccittini, che scomparirà nel 1998, a spingere il bambino a insistere nella sua passione, ad accompagnarlo agli allenamenti tre volte alla settimana e a convincere i genitori a comprare al piccolo Lionel un nuovo paio di scarpe da gioco. Il padre decide di farlo giocare con i ragazzi di sei anni e «alla seconda palla iniziò a dribblare come se avesse sempre giocato». Nel 1995, a otto anni, gioca qualche partita con la maglia del Central Córdoba (R), per poi passare al Newell's Old Boys, dove esordisce realizzando un poker di reti. A 9 anni debutta in un campo a 11. All'età di 11 anni gli viene diagnosticata una forma di ipopituitarismo (deficienza di secrezione di somatotropina). Il Newell's comunica che non sarebbe stato in grado di pagare le cure così come il River Plate che nonostante avesse mostrato interesse nei suoi confronti anche in questo caso ha abbastanza denaro per pagargli le cure necessarie da 900$ al mese. È quindi il Barcellona, attraverso il direttore sportivo Carles Rexach, a interessarsi al suo talento dopo averlo visto giocare in un provino ottenuto grazie a dei parenti in Catalogna e ad assicurarsi le prestazioni sportive del ragazzo, rendendosi disponibile a pagargli le cure, qualora si fosse trasferito in Spagna; non avendo a disposizione della carta su cui scrivere, Rexach gli fa firmare il contratto su un tovagliolo di carta. Nel periodo in cui milita nel Newell's Old Boys, dal marzo 1994 all'ottobre del 1999, mette a segno 234 gol in 179 partite: in quattro anni la squadra perde una sola partita, guadagnandosi il soprannome de La macchina dell'87, perché tutti i giocatori erano classe 1987.

#### Barcellona

##### Gli anni nelle giovanili (2000-2004)
Messi arriva quindi in Europa insieme alla sua famiglia, venendo aggregato alle formazioni giovanili dei blaugrana e firmando il suo primo contratto ufficiale il 1º marzo 2001. L'arrivo in Spagna è inoltre facilitato dal fatto che Messi avesse dei cugini a Lleida, in Catalogna. Comincia la sua carriera con il Barcellona a 13 anni, giocando con le categorie Infantil B, Infantil A e Cadete A, tra il 2000 e il 2003, segnando complessivamente 61 gol in 45 partite. All'età di 14 anni, è segnalato da Renato Favero, osservatore in Argentina del Como di Enrico Preziosi: il cartellino di Messi costa $ 50 000, ma Preziosi decide di non puntare su di lui poiché è «giovane e un po' gracile». È poi aggregato alla terza squadra, il Barcellona C, militante nella quarta categoria spagnola. Debutta in partite ufficiali il 29 novembre 2003, nella gara interna contro il CE Europa, terminata 2-1 in favore dei padroni di casa. Il 4 gennaio 2004, in casa del Gramenet B, arriva la prima rete ufficiale della carriera, assieme alla prima tripletta personale, che decide l'incontro per 3-2. Il 17 dello stesso mese decide con una rete la sfida interna contro il Palafrugell, finita 2-1. L'8 febbraio seguente, nella sfida in casa del Badalona, terminata in pareggio per 1-1, sigla la 5ª e ultima rete nella squadra, prima di passare, in marzo, alla seconda squadra, il Barcellona B. Chiude la prima esperienza in carriera con 10 presenze e 5 reti. Esordisce nel Barcellona B, militante nel terzo livello del campionato spagnolo, il 6 marzo 2004 nella gara interna contro il Mataró, conclusasi sul punteggio di 1-0. Termina questa prima breve stagione con la nuova squadra totalizzando 5 presenze.

##### Il passaggio in prima squadra e i primi successi (2004-2008)

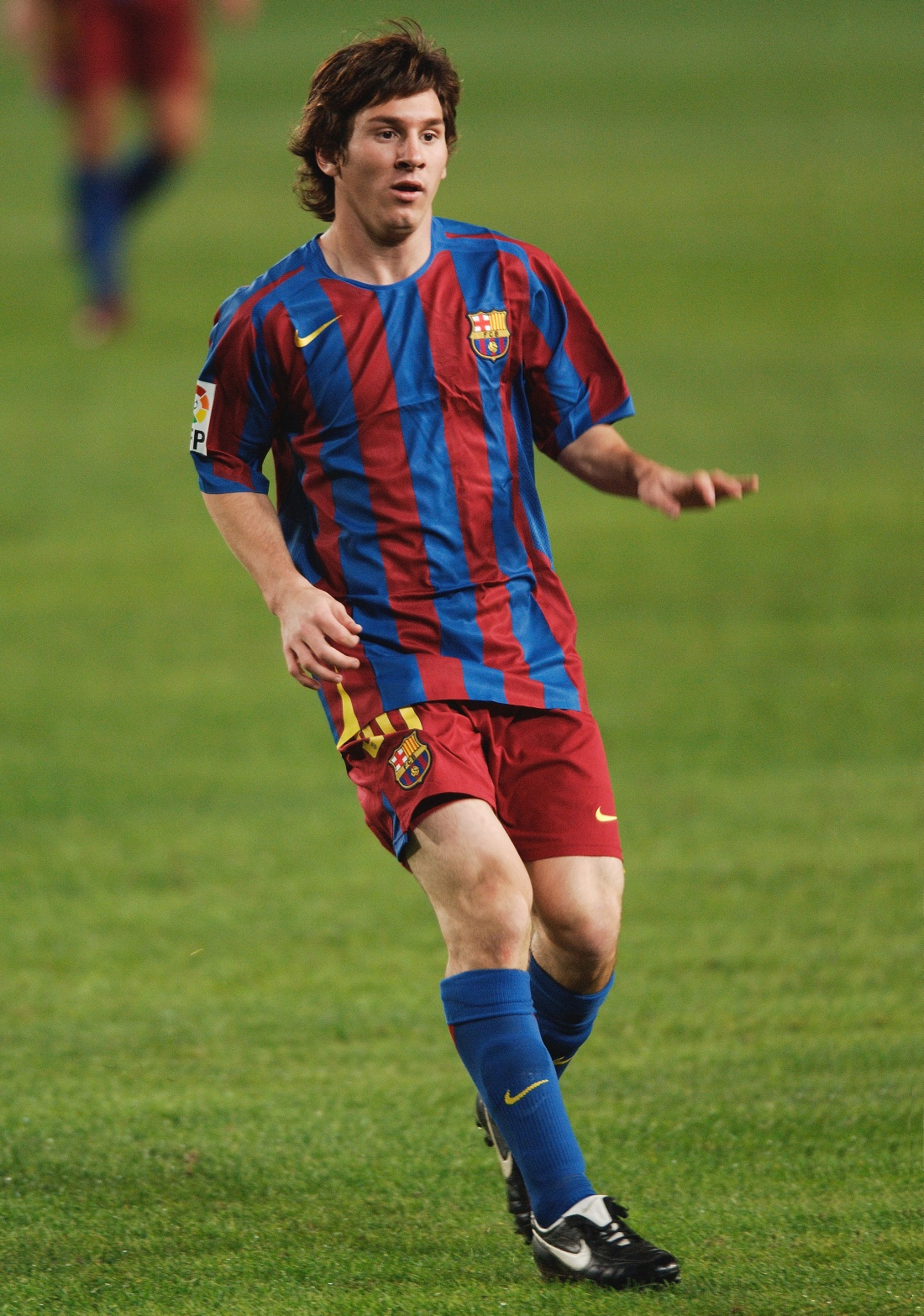
Messi in azione con la maglia del Barcellona nel 2005, durante una partita contro il

La stagione seguente, dopo 7 presenze e 2 reti, arriva l'esordio in prima squadra, contro l'Espanyol il 16 ottobre 2004, che lo rende il terzo giocatore più giovane a vestire la maglia del Barcellona e il più giovane a esordire nella Liga (record battuto solo dall'ex compagno di squadra Bojan Krkić nel settembre del 2007). Il 7 dicembre seguente esordisce in Champions League, nella sconfitta esterna per 2-0 contro lo Šachtar.
Quando realizza la sua prima rete in prima squadra (in Liga contro l'Albacete il 1º maggio 2005) ha solo 17 anni, 10 mesi e 7 giorni, e diventa così anche il più giovane giocatore ad aver segnato in una gara di campionato per il Barça fino al 2007, quando è ancora Bojan Krkić a superare questo record, realizzando una rete su assist dello stesso Messi.
Conclude la stagione facendo registrare 17 presenze e 6 reti con la seconda squadra; in prima squadra totalizza, invece, 9 presenze (di cui 7 in campionato, una in Coppa del Re e un'altra in Champions League) e una rete.
Prolungato il contratto con il Barcellona, con un ingaggio da professionista, il 25 settembre 2005 ottiene la cittadinanza spagnola e ha la possibilità di giocare regolarmente nella Liga, quando in precedenza il raggiungimento della quota di extra-comunitari nella squadra titolare glielo aveva spesso impedito.
Termina la stagione prematuramente a causa di un infortunio patito nel marzo 2006, ma realizza comunque 8 reti complessive, fornendo ottime prestazioni anche in partite difficili come quelle contro il Real Madrid in campionato e il Chelsea in Champions League. Il Barcellona diventa campione di Spagna e d'Europa.

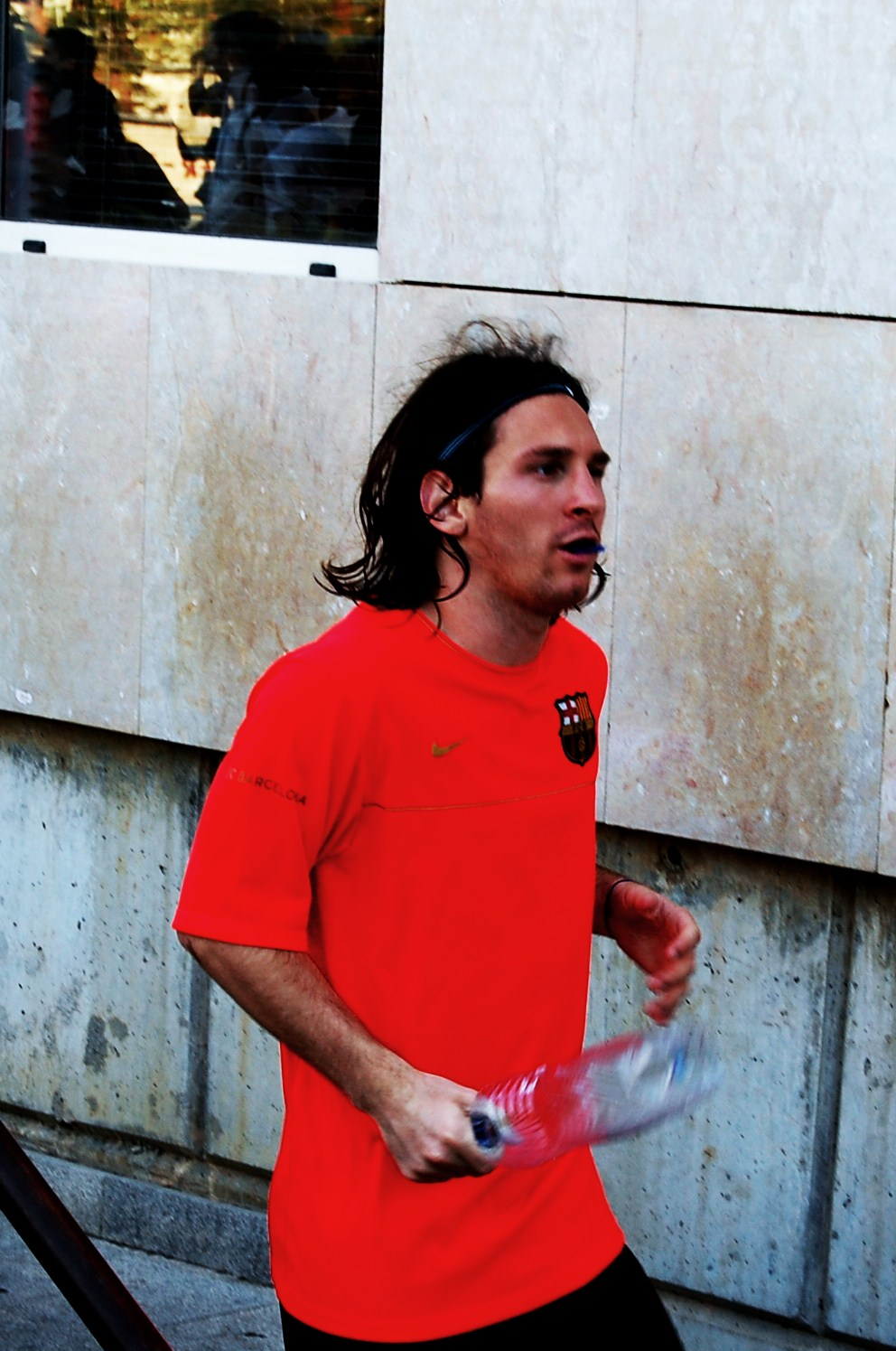
Messi durante una pausa d'allenamento a Barcellona nel 2008

L'annata successiva, la 2006-2007, inizia a rilento a causa di un nuovo infortunio, che lo tiene lontano dai campi per tre mesi; ristabilitosi, caratterizza la stagione con alcune reti significative, tra cui una tripletta contro il Real Madrid e due gol che lo accostano, nel bene e nel male, a Maradona: il 18 aprile 2007, durante la semifinale di Coppa del Re contro il Getafe, segna un gol simile a quello realizzato dal connazionale contro l'Inghilterra al campionato del mondo 1986 in Messico, conosciuto come il gol del secolo. Il 9 giugno, in un derby cruciale nella Liga contro l'Espanyol, segna un gol con la mano, per certi versi simile alla celebre mano de Dios dello stesso Maradona. La rete è convalidata tra le proteste, suscitando molte polemiche verso il direttore di gara e verso l'argentino stesso, accusato di antisportività.
Grazie alle ottime prestazioni offerte nelle stagioni 2006-2007 e 2007-2008, ottiene un terzo e un secondo posto rispettivamente nelle edizioni 2007 e 2008 del Pallone d'oro, oltre a due secondi posti consecutivi nell'ambito del premio FIFA World Player of the Year.

##### L'era Guardiola, il primotreblee i tre Palloni d'oro consecutivi (2008-2012)
La stagione 2008-2009 del Barcellona, la prima sotto la direzione tecnica di Pep Guardiola, è ricca di successi e si conclude con la vittoria del prestigioso treble. Per Messi, decisivo in tutte le competizioni, è la prima vittoria in Coppa del Re, la terza nella Liga e la seconda in Champions League. Nella finale della massima competizione europea, disputata allo stadio Olimpico di Roma contro il Manchester Utd, realizza di testa il gol del 2-0, che gli permette di aggiudicarsi anche il titolo di capocannoniere con 9 reti. Viene inoltre premiato come miglior giocatore della competizione.
Vinta anche la Supercoppa spagnola contro l'Athletic Bilbao (realizzando anche una doppietta nella gara di ritorno) e quella europea contro lo Šachtar, il 18 settembre Messi firma il rinnovo del contratto che lo lega al Barcellona fino al 2016, con una clausola rescissoria pari a 250 milioni di euro. Il suo stipendio dal rinnovo in poi ammonta a 10,5 milioni di euro netti l'anno, facendo sì che diventi il giocatore più pagato al mondo fino a quel momento.
Il 1º dicembre 2009 è eletto Pallone d'oro 2009, con 473 punti: il distacco sul secondo classificato, Cristiano Ronaldo (233 punti), è il più grande della storia del riconoscimento istituito nel 1956 (alla sua ultima edizione prima della fusione con il FIFA World Player); Messi è inoltre il primo argentino a esserne insignito. Il 19 dello stesso mese vince con il Barcellona la Coppa del mondo per club, segnando il gol decisivo nella finale contro l'Estudiantes (LP) e permettendo così alla squadra catalana di diventare la prima nella storia del calcio a inanellare un sextuple, ovvero a primeggiare in tutte le sei competizioni ufficiali disputate nell'anno solare. Due giorni più tardi Messi è nominato FIFA World Player of the Year 2009, diventando così il primo argentino a ricevere tale riconoscimento nella storia del calcio.

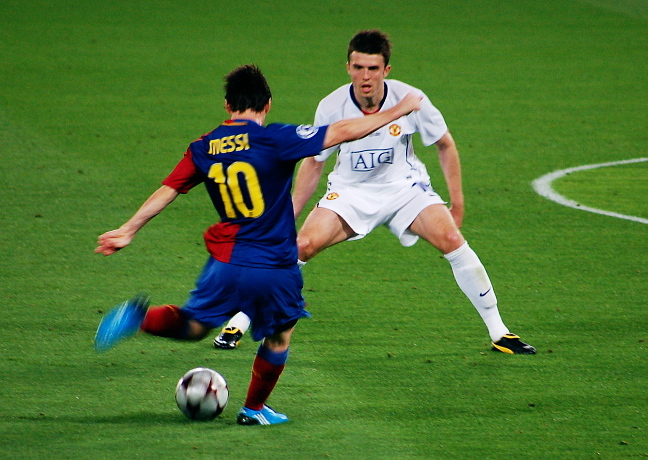
Messi in azione durante la vittoriosa finale della UEFA Champions League 2008-2009 contro il allo stadio Olimpico di Roma

Messi brilla anche nella partita finale contro il Real Valladolid (4-0), decisiva per la vittoria della Liga da parte del Barça, con una doppietta. Chiude la stagione a quota 47 gol, di cui 34 in campionato, eguagliando il primato di squadra stabilito da Ronaldo nel 1996-1997, aggiudicandosi il titolo di Pichichi e la Scarpa d'oro. Il 21 agosto 2010 i catalani si aggiudicano, grazie a una sua tripletta, la Supercoppa nazionale.
Il 10 gennaio 2011 vince il suo secondo Pallone d'oro, primo sotto la nuova denominazione di Pallone d'oro FIFA, nato dalla fusione tra il Pallone d'oro di France Football e il FIFA World Player. Il 28 maggio la squadra blaugrana si aggiudica la quarta Champions League della sua storia, la terza per Messi, battendo gli inglesi del Manchester Utd per 3-1. In questa partita il giocatore argentino è autore della rete del momentaneo vantaggio per 2-1 con un sinistro da fuori area. Quello in finale è il suo 12º gol stagionale in Champions, che gli permette così di confermarsi capocannoniere della manifestazione per il terzo anno consecutivo. Inoltre è stato nominato Man of the match della finale.
Nella stessa stagione, l'11 maggio 2011, vince per la quarta volta la Primera División spagnola, terza volta consecutiva sotto la gestione di Guardiola. Il 17 agosto 2011 vince la Supercoppa spagnola contro il Real Madrid. Inoltre, diventa il miglior marcatore di sempre della Supercoppa spagnola con 8 reti, superando Raúl González Blanco. Il 25 agosto vince la prima edizione dell'UEFA Best Player in Europe Award. Due giorni dopo vince la Supercoppa UEFA, giocata contro il Porto, contribuendovi con un gol e un assist.
Nell'anno solare 2011 (impresa poi bissata nel 2015) è riuscito a segnare almeno un gol in tutte le competizioni a cui ha preso parte, ovvero nella Liga, in Champions League, nella Coppa del Re, nella Supercoppa spagnola, nella Supercoppa UEFA e nella Coppa del mondo per club, eguagliando Pedro, che per primo vi era riuscito nel 2009. Il 9 gennaio 2012 a Zurigo, vince il terzo Pallone d'oro FIFA della propria carriera.

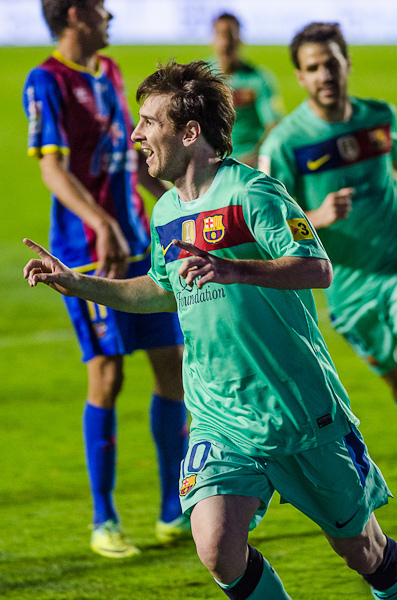
Messi festeggia dopo aver segnato un gol al

Il 7 marzo 2012, nella partita vinta per 7-1 dal Barcellona contro il Bayer Leverkusen, valida per il ritorno degli ottavi di finale del torneo, entra nella storia della UEFA Champions League due volte nella stessa partita: prima quando segna la quarta rete personale, diventando così il primo calciatore ad aver realizzato due poker nella competizione (l'altro l'aveva realizzato il 6 aprile 2010 contro l'Arsenal), e poi quando trova il gol per la quinta volta, diventando anche in questo caso il primo calciatore a segnare cinque gol in una singola partita della UEFA Champions League (altre cinquine erano state realizzate nella Coppa dei Campioni da vari giocatori). Il record sarà poi eguagliato da Luiz Adriano ed Erling Haaland.
Il 20 marzo 2012, alla sua 314ª presenza con la maglia del Barcellona, realizza una tripletta contro il Granada e diventa il miglior marcatore della storia blaugrana, superando César fermatosi a 232 in 354 partite.
Il 5 maggio, con le quattro reti segnate nel derby contro l'Espanyol, arriva a quota 72 gol stagionali, stabilendo così il record mondiale di gol segnati in una singola stagione; il precedente record di 70 reti, siglato dell'americano Archie Stark, resisteva da ottantasette anni, ossia dalla stagione 1924-1925; sommando queste 72 reti alle 5 siglate con la maglia dell'Argentina, diventa inoltre il calciatore ad aver segnato il maggior numero di reti in una singola stagione tra club e nazionale, superando il precedente record di Pelé. Per il quarto anno di fila è, inoltre, il capocannoniere della Champions League e per la seconda volta Pichichi del campionato spagnolo, con il record di 50 reti, che gli valgono la seconda Scarpa d'oro. Nella Primera División 2011-2012, vinta dal Real Madrid, Messi stabilisce il record di triplette (8) realizzate in una singola stagione del campionato spagnolo, battendo il precedente primato di 5 triplette, stabilito da Romário nel 1993-1994.
Il 25 maggio 2012 vince per la seconda volta la Coppa di Spagna, segnando il gol del 2-0 nella finale contro l'Athletic Bilbao (3-0). Conclude la stagione con 73 reti in 60 partite.

##### Gli anni di Villanova e Martino, il quarto Pallone d'oro e il record di gol in un anno solare (2012-2014)

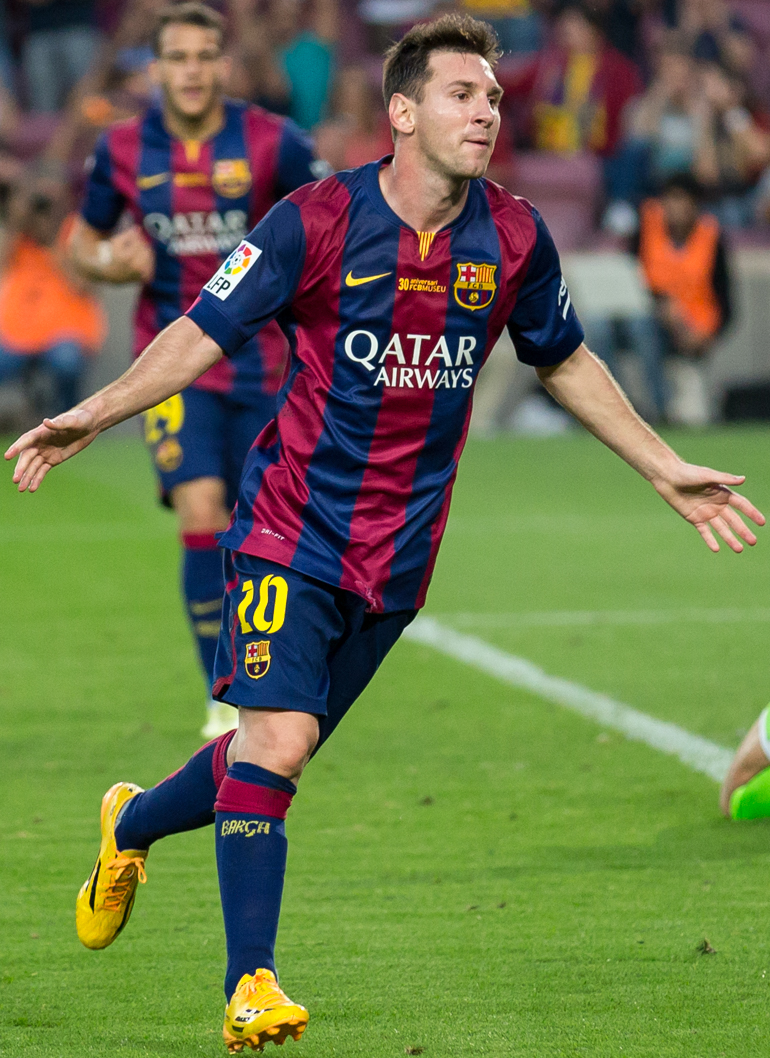
Messi celebra un gol realizzato ai danni del nel 2014

Il 9 dicembre, contro il Betis, supera il record del maggior numero di gol realizzati in un anno solare, detenuto da Gerd Müller, e diventa il miglior marcatore blaugrana di sempre nella Liga. Chiude il 2012 con la cifra record di 91 reti ufficiali realizzate con le maglie di Barcellona e Argentina. Il 7 gennaio 2013 riceve a Zurigo il suo quarto Pallone d'oro consecutivo come miglior calciatore al mondo nell'anno solare, terzo sotto la nuova denominazione di Pallone d'oro FIFA.
Il 2 marzo 2013 giunge a quota 18 marcature nel Clásico, agguantando il record di Alfredo Di Stéfano. Il 9 marzo 2013, contro il Deportivo La Coruña, Messi segna per la 17ª partita consecutiva, diventando così il calciatore ad aver segnato per il maggior numero di partite consecutive di un campionato professionistico europeo, record precedentemente appartenuto a Teodor Peterek del Ruch Chorzów. Il 12 marzo 2013, nel ritorno degli ottavi di Champions League contro il Milan, Messi diventa il miglior marcatore in attività della massima competizione europea da quando esiste la fase a gironi, arrivando a 58 reti complessive, superando l'olandese Ruud van Nistelrooij. L'11 maggio è per la sesta volta campione di Spagna con la maglia del Barça. I 46 gol in Liga gli consentono di aggiudicarsi il trofeo Pichichi davanti a Cristiano Ronaldo. I riconoscimenti proseguono con la consegna della Scarpa d'oro 2013, la terza in carriera, permettendo all'argentino di divenire il primo calciatore nella storia ad aggiudicarsi più di due volte tale trofeo.
Il 28 agosto 2013 vince la sua sesta Supercoppa di Spagna. Il 23 marzo, contro il Real Madrid, oltre a raggiungere la seconda posizione nella classifica dei maggiori goleador della Liga (scavalcando Hugo Sanchez), diventa il giocatore ad aver segnato più gol nel Clásico con 21 marcature, superando Di Stéfano, fermo a 18 reti.

##### L'era Enrique, il secondotreblee il quinto Pallone d'oro (2014-2017)
Il 22 novembre 2014, durante l'incontro vinto dal Barcellona per 5-1 contro il Siviglia, Messi sale a quota 253 reti nel campionato spagnolo, superando Telmo Zarra e diventando il marcatore più prolifico nella storia della massima divisione spagnola, premiato con un riconoscimento a parte dalla LFP. Tre giorni dopo, nella vittoriosa trasferta di Champions League contro l'APOEL, diviene il calciatore più prolifico della storia della massima competizione europea, con 74 reti all'attivo. Inoltre, nel mese di dicembre si impone come miglior marcatore nella storia del Derbi Barceloní, nel 5-1 contro l'Espanyol.

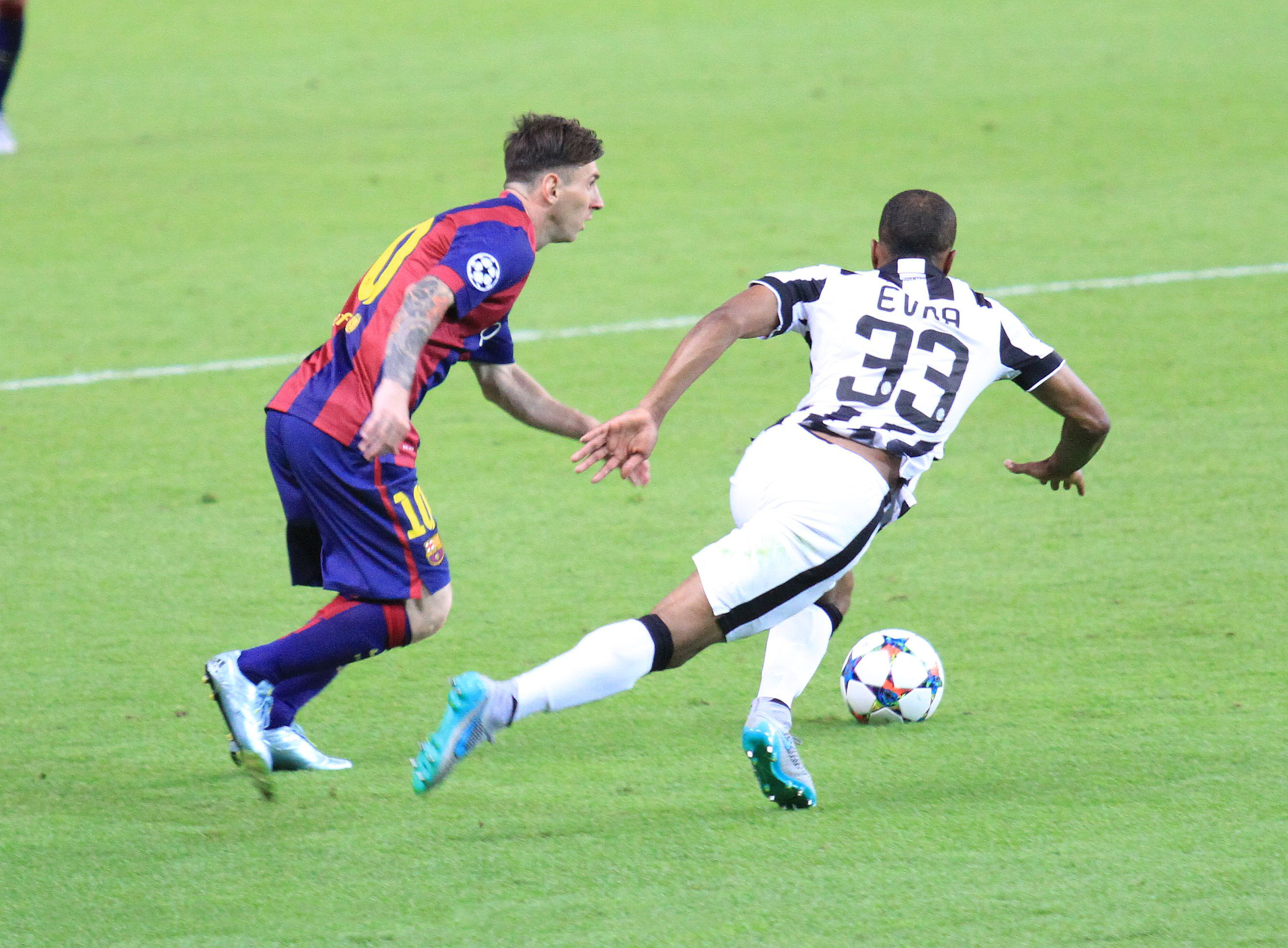
Messi, contrastato dallo juventino Patrice Evra, allo stadio Olimpico di Berlino, nel corso della vittoriosa finale della UEFA Champions League 2014-2015

Grazie alle due marcature realizzate il 24 gennaio 2015 contro l'Elche, diviene il primo e unico calciatore ad aver segnato almeno 20 reti in campionato per 7 stagioni consecutive, superando così il record appartenente a Ferenc Puskás, che riuscì in questa impresa per 6 volte, dalla stagione 1958-1959 alla stagione 1963-1964. Il 15 febbraio, nella vittoria casalinga sul Levante, tocca quota 106 assist nella Liga, diventando il miglior assist-man nella storia del massimo campionato spagnolo. Il 17 maggio decide la sfida esterna contro l'Atlético Madrid, segnando l'unico gol della partita, permettendo al Barcellona di vincere il 23º campionato spagnolo della sua storia. Il 30 maggio vince la sua terza Coppa del Re, segnando una doppietta nella vittoria per 3-1 contro l'Athletic Bilbao. Il 6 giugno si aggiudica la sua quarta Champions League, vinta battendo per 3-1 la Juventus, proclamandosi inoltre miglior marcatore della competizione con 10 reti (a pari merito con Neymar e Cristiano Ronaldo).
L'11 agosto 2015 vince la Supercoppa UEFA per la terza volta in carriera. Il 27 agosto, l'argentino vince per la seconda volta l'UEFA Best Player in Europe Award e per la prima volta il premio per il miglior gol della UEFA Champions League (il secondo realizzato nella semifinale di andata contro il Bayern Monaco). Il 20 dicembre 2015, nella finale della Coppa del mondo per club contro il River Plate, mettendo a segno la prima rete dell'incontro terminato 3-0 in favore dei catalani, vince il quinto trofeo dell'anno, 26º in totale con la maglia del Barça. L'11 gennaio seguente, col 41,33% dei voti, si aggiudica il Pallone d'oro FIFA 2015, suo quinto in carriera, quarto da quando ha assunto la denominazione di Pallone d'oro FIFA. Il 17 febbraio diventa il primo calciatore nella storia ad aver superato quota 300 gol in Liga.
Il 23 aprile 2017, grazie alla doppietta segnata nel Clàsico contro il Real Madrid al Bernabéu, raggiunge i 500 gol segnati in blaugrana. A fine stagione si aggiudica per la quarta volta il trofeo Pichichi, grazie ai 37 gol messi a segno nella Liga. Il 18 ottobre seguente, mettendo a segno una delle tre reti con cui il Barcellona ha superato l'Olympiacos, realizza il centesimo gol nelle competizioni UEFA per club (97 in Champions League e 3 in Supercoppa UEFA), diventando il secondo calciatore di sempre dopo Cristiano Ronaldo a riuscirvi.

##### Il sesto Pallone d'oro, nuovi record e ultimi anni al Barcellona (2017-2021)
Il 29 novembre 2018 diviene il miglior marcatore in Champions League con un unico club segnando 106 reti e il 13 gennaio seguente realizza 400 gol nella Liga. Il 1º maggio 2019 raggiunge i 600 gol con la maglia del Barcellona, segnando una doppietta nella gara di andata delle semifinali di Champions League, disputata al Camp Nou contro il Liverpool. A fine stagione, che vede i catalani vincere nuovamente la Liga, diventa per la sesta volta sia capocannoniere del torneo, grazie ai 36 gol messi a segno, sia vincitore della scarpa d'oro. Il 2 dicembre seguente è premiato con il sesto Pallone d'oro personale, altro primato.

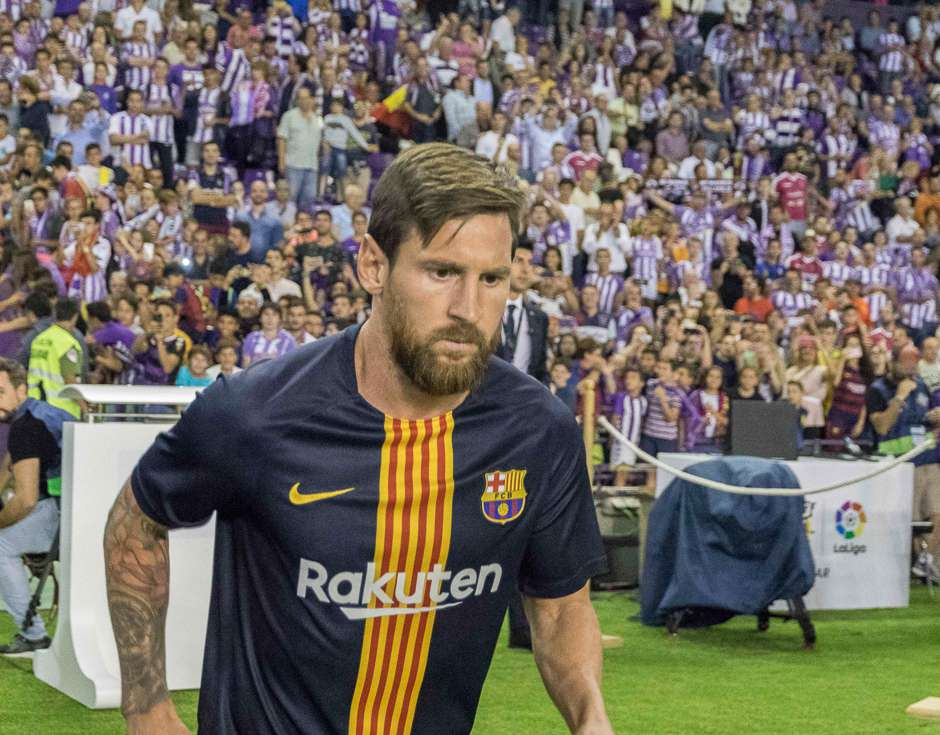
Messi durante il riscaldamento prima di una gara contro il Real Valladolid nel 2018

Al termine della stagione 2019-2020, grazie ai 25 gol realizzati, è capocannoniere del campionato spagnolo per la settima volta in carriera, superando il precedente record di Telmo Zarra (6). Nella stessa annata della Liga fa registrare anche il nuovo primato di assist (21).
La stagione 2020-2021 vede Messi tagliare altri traguardi: il 20 ottobre 2020, segnando contro il Ferencváros, l'argentino diviene il primo calciatore ad andare in rete in sedici edizioni consecutive della UEFA Champions League; il 22 dicembre 2020 segna il gol numero 644 con la maglia del Barcellona, divenendo il calciatore più prolifico con un solo club nella storia del calcio, superando il precedente primato di Pelé (643 con il Santos). Il 17 gennaio 2021, in occasione della finale della Supercoppa di Spagna persa dal Barcellona contro l'Athletic Bilbao per 3-2, viene espulso sul finale dei tempi supplementari, rimediando il primo cartellino rosso con la maglia del club catalano dopo 753 partite. Il 21 marzo supera Xavi, divenendo il primatista di presenze (768) con il Barcellona. Il 17 aprile, realizzando una doppietta nella finale di Coppa di Spagna vinta per 4-0 contro l'Athletic Bilbao, diviene il quarto migliore marcatore di tutti i tempi della competizione e si aggiudica per la sesta volta la Coppa del Re, nonché il trentacinquesimo trofeo in totale con i blaugrana (eguagliando il record di Ryan Giggs, che vinse altrettanti trofei con il Manchester Utd).
Il 1º luglio, dopo 18 anni consecutivi passati tra le file blaugrana a vari livelli, alla scadenza naturale del suo contratto, rimane ufficialmente svincolato dal Barcellona. Il 5 agosto seguente il Barcellona, con un comunicato ufficiale, annuncia la fine della carriera di Messi con il club, nonostante il trovato accordo per un nuovo contratto, a causa di "problemi finanziari e strutturali" e adducendo a motivazione i limiti salariali imposti dalla Liga.

#### Paris Saint-Germain

##### Il primo campionato francese e il settimo Pallone d'oro (2021-2022)

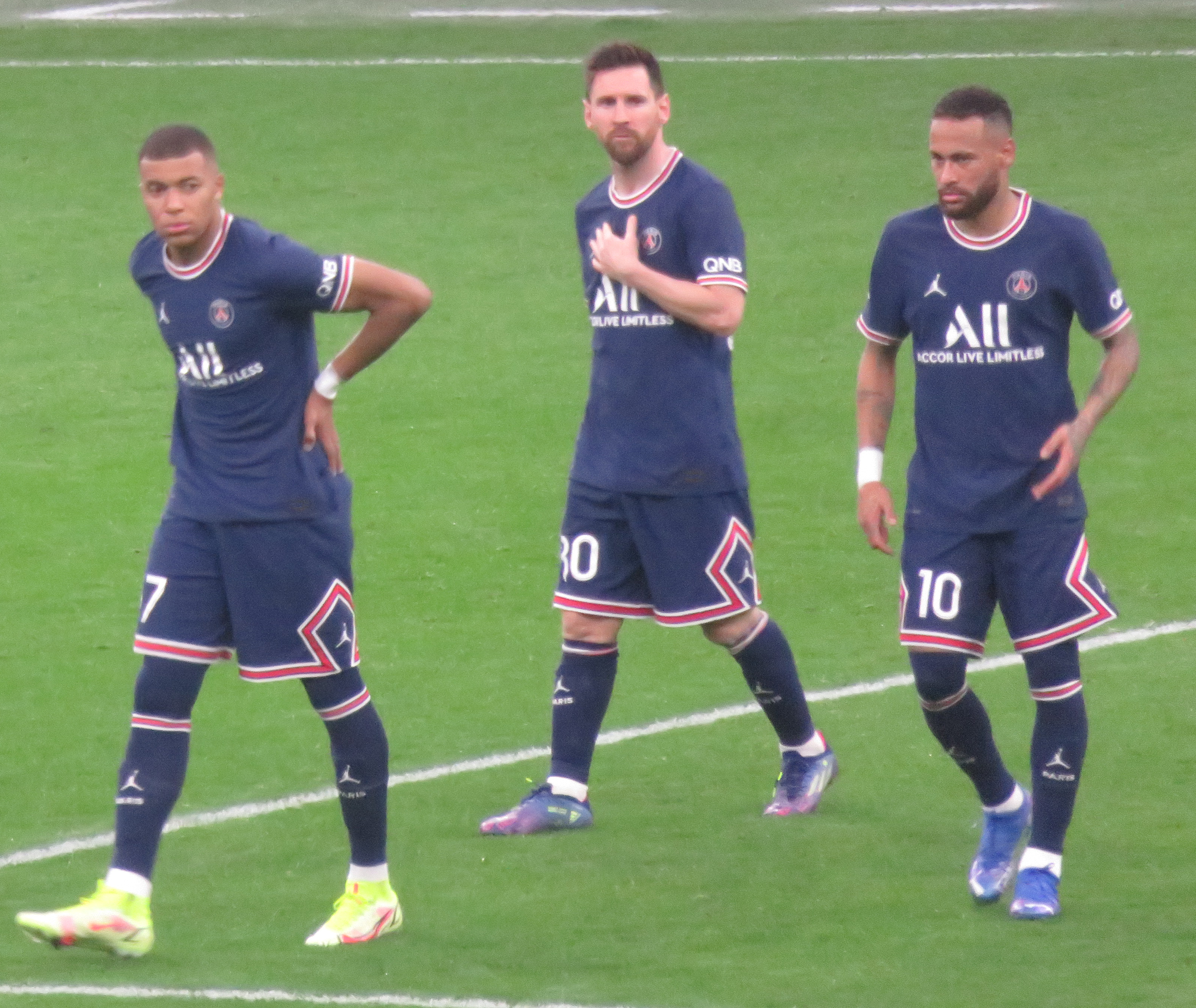
Da sinistra: Mbappé, Messi e Neymar

Il 10 agosto 2021 viene ufficializzato il suo trasferimento a parametro zero al Paris Saint-Germain, con cui si accorda fino al 2023, con un'opzione per il prolungamento di un anno. Sceglie di indossare la maglia numero 30, la stessa che aveva nei primi anni al Barcellona, concessagli in deroga dalla FFF su richiesta del club.
Esordisce ufficialmente in Ligue 1 il 29 agosto seguente, in occasione del successo esterno sul Reims subentrando nella ripresa a Neymar. Il 15 settembre, invece, fa il suo debutto in Champions con il club parigino, nel pareggio contro il Club Brugge, raggiungendo di concerto le 150 presenze nelle competizioni europee, mentre il 28 settembre, nella medesima competizione, trova la prima rete, fissando sul 2-0 la gara contro il Manchester City. Il 20 novembre segna il suo primo gol in campionato, nella vittoria casalinga sul Nantes, mentre otto giorni più tardi, in occasione della vittoria esterna sul Saint-Étienne, fornisce, per la quinta volta in carriera, tre assist nella stessa partita.
Il 29 novembre 2021, in ragione dei 48 gol segnati nell'anno solare e della vittoria della Copa América 2021 con la nazionale argentina, viene insignito, per la settima volta in carriera, del Pallone d'oro. Tuttavia, l'argentino trova non poche difficoltà nell'adattarsi alla realtà parigina, non riuscendo a risultare decisivo nel prosieguo della stagione, anche a causa di una mancata intesa con i compagni e con il tecnico Pochettino. Il 23 aprile 2022, a seguito del pareggio interno contro il Lens, nel quale peraltro Messi segna una rete, e dei tredici punti di vantaggio sull'Olympique Marsiglia a quattro giornate dalla fine, vince il primo campionato francese della sua carriera.

##### La Supercoppa francese e il secondo campionato (2022-2023)
Inizia la stagione 2022-2023 contribuendo con un gol alla vittoria della Supercoppa francese ai danni del Nantes (4-0). Il 21 agosto 2022, nella vittoria per 7-1 contro il Lilla, è coautore, con un assist per Mbappé, della rete più veloce nella storia della Ligue 1 (8 secondi di gioco); in tale occasione segna anche il gol del momentaneo 2-0. A fine settembre, con cinque assist e un'altra marcatura, viene nominato giocatore del mese. Il 5 ottobre seguente, in occasione della partita di UEFA Champions League pareggiata con il Benfica (1-1), diventa il primo giocatore nella storia della competizione ad aver segnato contro 40 squadre diverse. Il 29 ottobre 2022, con un gol e un assist nella vittoria per 4-3 sul Troyes, giunge a quota 12 gol in 19 partite, superando lo score totale dell'annata precedente (11). Il 26 febbraio 2023, in occasione della vittoria per 3-0 ai danni del Marsiglia, segna la sua 700ª rete per i club. L'11 marzo seguente, invece, con un passaggio decisivo per il gol vittoria di Mbappé contro il Brest (2-1), raggiunge 300 assist serviti in carriera. L'8 aprile, segnando contro il Nizza, stabilisce il nuovo record per il maggior numero di reti per club europei (702), superando il precedente primato di Cristiano Ronaldo (701). Il 2 maggio, a seguito di un viaggio non autorizzato in Arabia Saudita, viene sospeso dal PSG per due settimane; il giorno seguente l'argentino comunica di non voler rinnovare il contratto in scadenza il 30 giugno 2023. Il 27 maggio realizza la rete nel pareggio esterno con lo Strasburgo (1-1), consentendo ai parigini di vincere il campionato con una giornata di anticipo.

#### Inter Miami

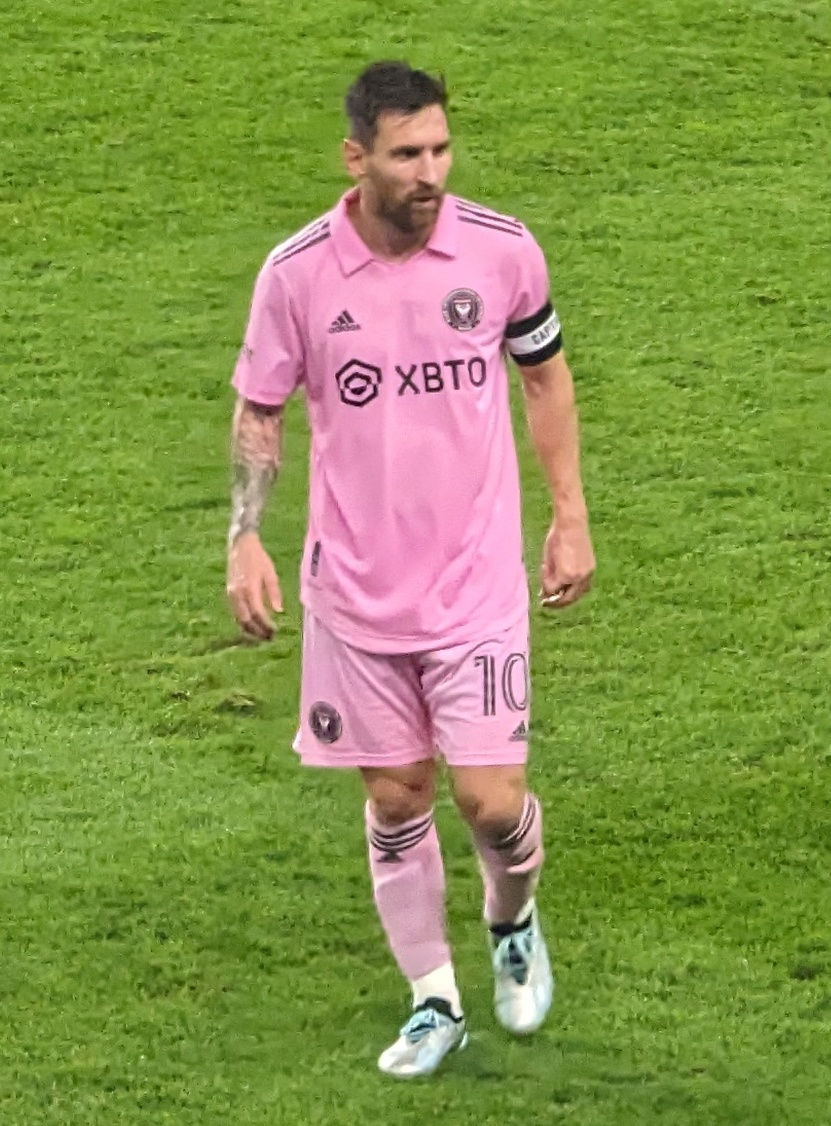
Messi con la maglia dell'Inter Miami nel 2023

Il 15 luglio 2023 la compagine statunitense dell'Inter Miami ufficializza la firma sul contratto della pulga, club al quale si lega sino al 2025.
Il 21 luglio, contestualmente all'esordio con il club statunitense, al 94º realizza su calcio di punizione la rete della vittoria (2-1) contro il Cruz Azul, in Leagues Cup. Grazie a un bottino complessivo di 10 gol in 7 partite, porta la squadra fino alla finale di tale competizione, vinta ai rigori contro il Nashville Soccer Club, primo trofeo nella storia dell'Inter Miami. Il debutto in Major League Soccer avviene il 26 agosto contro il N.Y. Red Bulls, partita valida per la 28ª giornata di campionato; entrato in campo al 60' al posto di Leonardo Campana, realizza la prima rete in campionato all'89º, grazie all'assist di Benjamin Cremaschi.
Il 20 ottobre 2024, realizzando una tripletta in Major League Soccer contro il New England Revolution (partita vinta 6-2), diviene con 33 reti il miglior marcatore nella storia del club statunitense. In questo modo Lionel Messi è l'unico giocatore di sempre a risultare miglior marcatore di due differenti club: il Barcellona e l'Inter Miami.

### Nazionale

#### 2005: Sudamericano, mondiale U-20 ed esordio in nazionale maggiore
Nel mese di gennaio 2005, segnando 5 gol in 9 partite nel Sudamericano Under-20, vince il bronzo nel torneo e contribuisce alla qualificazione della nazionale argentina al campionato mondiale Under-20 tenutosi nell'estate dello stesso anno. Qui, segnando 6 gol in 7 partite, contribuisce alla vittoria finale della sua nazionale, divenendo il capocannoniere e venendo eletto miglior giocatore del torneo; inoltre risulta essere l'unico calciatore ad aver segnato in tutte le fasi della competizione: una rete nella fase a gironi contro l'Egitto, una rete negli ottavi di finale contro la Colombia, una rete ai quarti di finale contro la Spagna, una rete in semifinale contro il Brasile e la doppietta decisiva nella finale contro la Nigeria.
Il commissario tecnico José Pekerman lo convoca nella nazionale maggiore e lo fa debuttare il 7 agosto contro l'Ungheria: entrato al 64', Messi lascia il campo in lacrime dopo solo 40 secondi, espulso dall'arbitro, il tedesco Markus Merk, per una gomitata rifilata al difensore Vilmos Vanczák, aggrappatosi alla sua maglia.

#### Mondiale 2006, Copa América 2007 e Olimpiade 2008

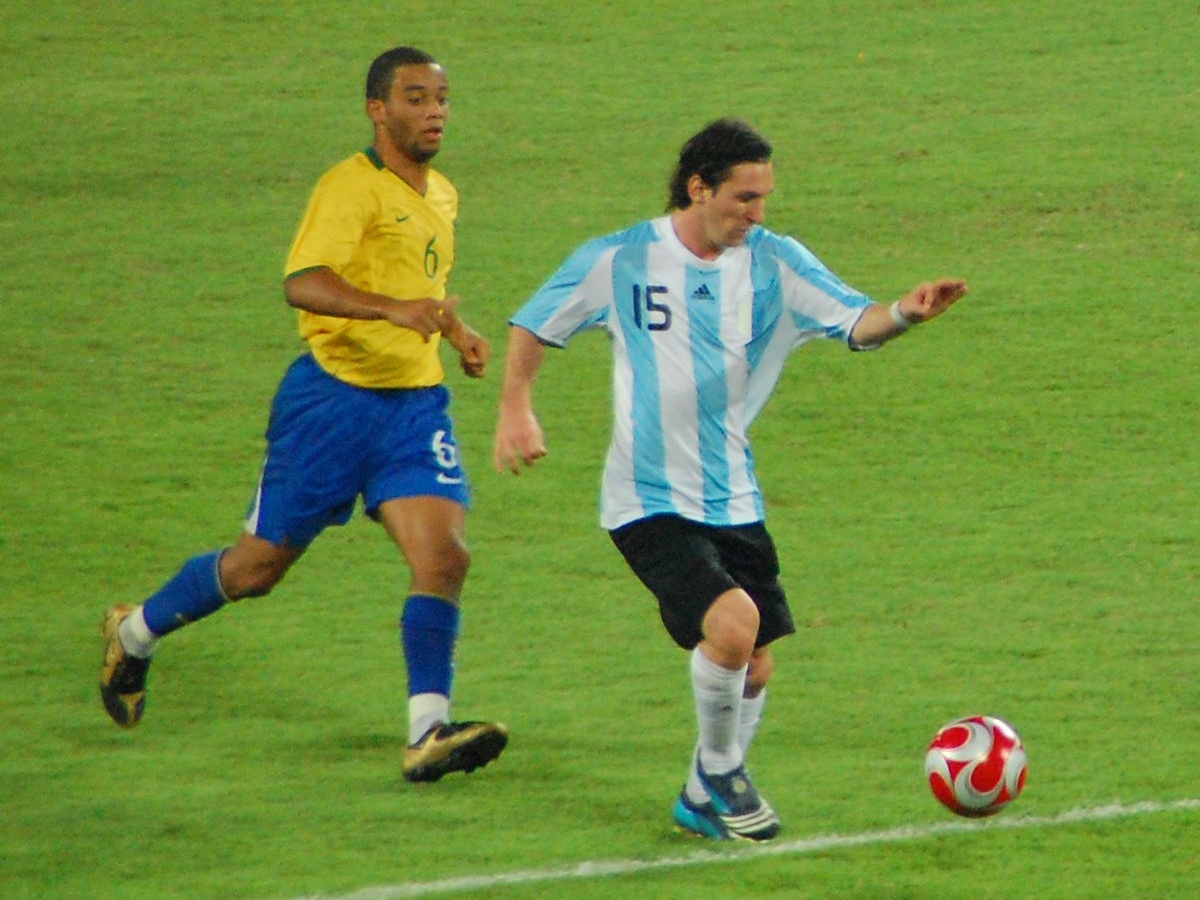
Messi in azione con la nazionale olimpica nel corso del vittorioso torneo di

Prende parte al campionato del mondo 2006, seppur reduce da un infortunio. Esordisce nella seconda partita del girone, giocata contro la Serbia, dove entra al 74' sostituendo Maxi Rodríguez, diventando il più giovane giocatore a rappresentare l'Argentina in un mondiale. Dopo pochi minuti fornisce a Hernán Crespo l'assist vincente e sigla anche il gol finale della vittoria per 6-0.
Viene convocato per la Copa América 2007, nella quale l'Argentina perde la finale contro il Brasile. Nel corso della competizione segna due reti contro Perù e Messico. Compatibilmente con l'età, l'anno seguente è convocato dal CT della nazionale olimpica, Sergio Batista, per disputare i Giochi di Pechino 2008. Il 23 agosto guadagna la medaglia d'oro, fornendo a Di María l'assist che consente ai sudamericani di imporsi per 1-0 contro la Nigeria.

#### Mondiale 2010 e Copa América 2011

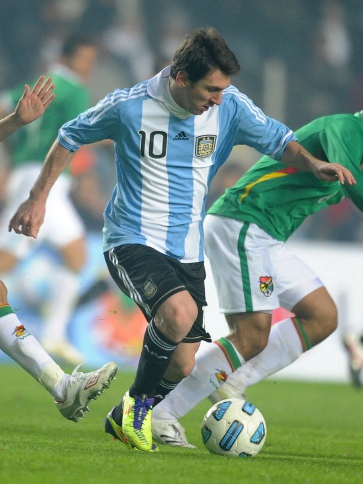
Messi in azione con la nazionale maggiore alla Copa América 2011

Convocato dal CT Diego Armando Maradona per il campionato del mondo 2010, Messi gioca tutte le partite della competizione, senza mai andare a segno; il 3 luglio, a Città del Capo, nei quarti di finale, l'Argentina è sconfitta per 4-0 dalla Germania ed è eliminata.
Similmente a quanto accaduto al mondiale, durante la Copa America 2011 disputa tutte le quattro partite giocate dall'Albiceleste, ma non riesce a realizzare alcun gol; serve comunque tre assist. L'Argentina, padrona di casa, è battuta ai quarti di finale dall'Uruguay ai tiri di rigore, dopo che i tempi regolamentari si erano conclusi sul risultato di 1-1.

#### Mondiale 2014
Anche il nuovo commissario tecnico Alejandro Sabella decide, come il suo predecessore, di confermare Messi capitano dell'Albiceleste. Il percorso di qualificazione al campionato del mondo 2014 inizia con il 4-1 contro il Cile, vittoria alla quale Messi contribuisce con una rete. Successivamente Messi riesce a segnare per sei partite consecutive mettendo a segno 10 gol che gli permettono di eguagliare il record appartenuto precedentemente a Hernán Crespo. Il 15 giugno 2013, nell'amichevole contro il Guatemala, supera Maradona e raggiunge Hernán Crespo come secondo miglior marcatore della nazionale con 35 reti, dietro al solo Batistuta (56 reti). La doppietta del 10 settembre 2013, nella vittoria esterna per 2-5 contro il Paraguay, gli permette di superare anche Crespo. Nonostante l'assenza di Messi, l'Argentina si qualifica ugualmente prima nel girone di qualificazione al mondiale, nel quale la Pulce risulterà essere il secondo miglior marcatore con 10 reti alle spalle dell'uruguaiano Luis Suárez (11 reti).

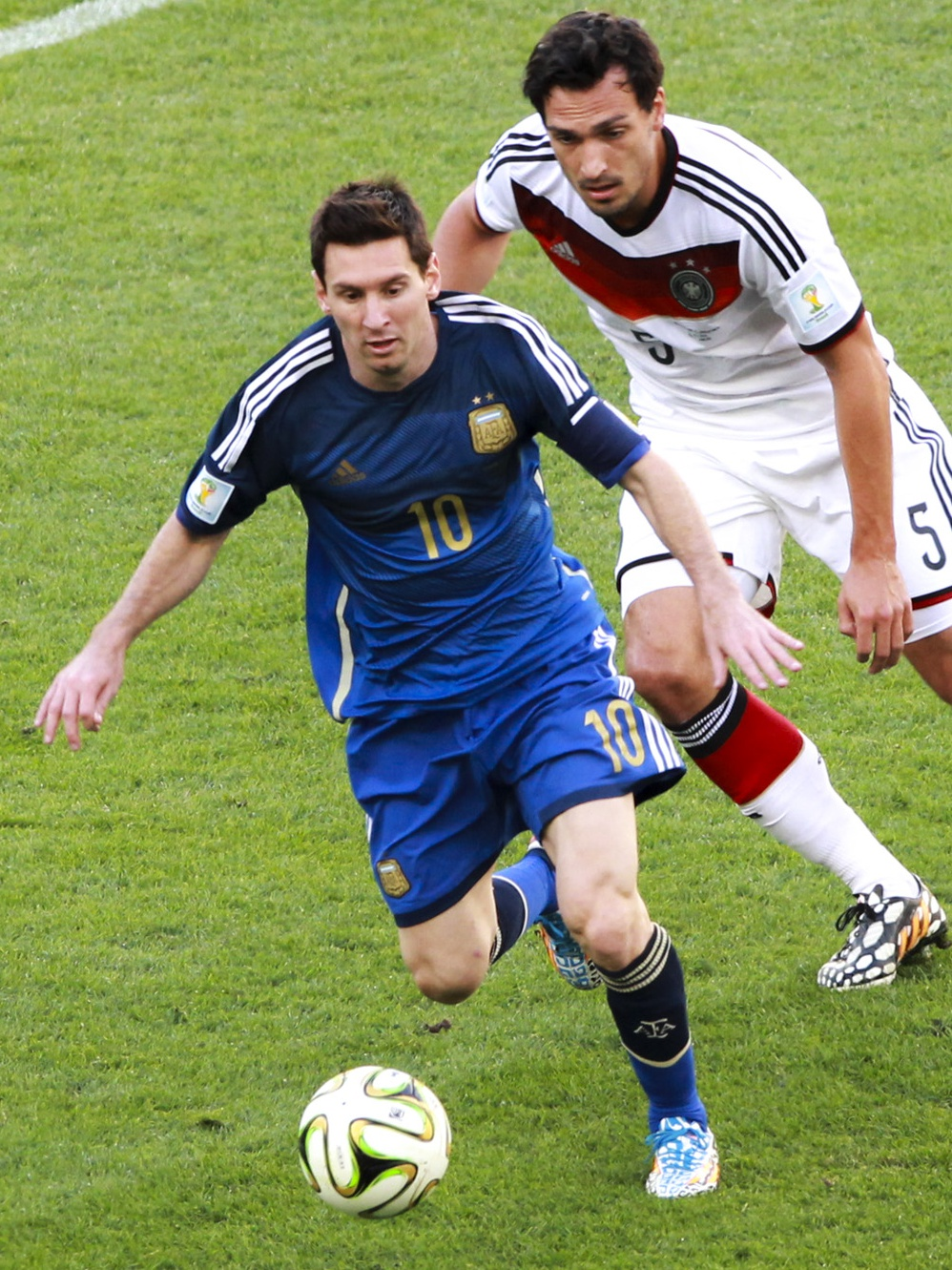
Messi supera Mats Hummels nella finale del campionato del mondo 2014

Nella fase finale in Brasile, nell'estate 2014, Messi segna nella partita d'esordio, tornando a realizzare una rete in tale competizione dopo 8 anni e contribuendo al successo della sua Argentina per 2-1 sulla Bosnia ed Erzegovina. Il cammino della selezione albiceleste si conclude con la sconfitta per 1-0 in finale maturata dopo i tempi supplementari contro la Germania, che non impedisce all'argentino di aggiudicarsi il premio individuale del Pallone d'oro del mondiale.

#### Copa América 2015 e la Copa América Centenario
Convocato per la Copa América 2015, disputatasi in Cile, il 20 giugno 2015 raggiunge le 100 presenze in nazionale: Messi è il più giovane calciatore argentino della storia a tagliare questo traguardo, quinto in generale dopo Javier Zanetti, Roberto Ayala, Javier Mascherano e Diego Simeone. Nonostante un percorso fatto di sole vittorie, la squadra di Martino si arrende anche in quest'occasione in finale, perdendo contro il Cile ai calci di rigore, dopo lo 0-0 dei tempi regolamentari. Nonostante il solo gol segnato al Paraguay su rigore, Messi è ritenuto il miglior calciatore dell'edizione; tuttavia, decide di non presentarsi a ritirare il premio.
Nel 2016 viene convocato per la Copa América Centenario, che, essendo un'edizione celebrativa, viene disputata negli Stati Uniti d'America. In questa competizione, dove non riusciva a realizzare una rete su azione da quasi 9 anni, nonostante riposi la prima gara a causa di un infortunio non del tutto superato, subentra a partita in corso e segna una tripletta nel 5-0 inflitto a Panama valevole per la seconda giornata. Durante i quarti di finale, nella sfida contro il Venezuela, segna il gol del momentaneo 3-0, agganciando così in vetta alla classifica dei marcatori all-time con la maglia dell'Albiceleste Gabriel Batistuta, fermo a 54 centri. Si ripete pochi giorni più tardi, marcando una delle 4 reti con cui l'Argentina si qualifica alla finale sconfiggendo gli Stati Uniti padroni di casa e grazie alla quale approda, in solitaria, in cima alla lista dei marcatori della Selección argentina. Come nell'edizione precedente della Copa América, in finale l'Argentina si ritrova contro il Cile: dopo lo 0-0 dei tempi regolamentari e di quelli supplementari, ai rigori Messi fallisce il primo tiro dal dischetto e l'Albiceleste perde dagli undici metri 4-2.
Al termine del match Messi annuncia il suo ritiro dalla nazionale, ma dopo un colloquio avuto con il nuovo CT Edgardo Bauza il giocatore decide di tornare a vestire la maglia della Selección.

#### Mondiale 2018

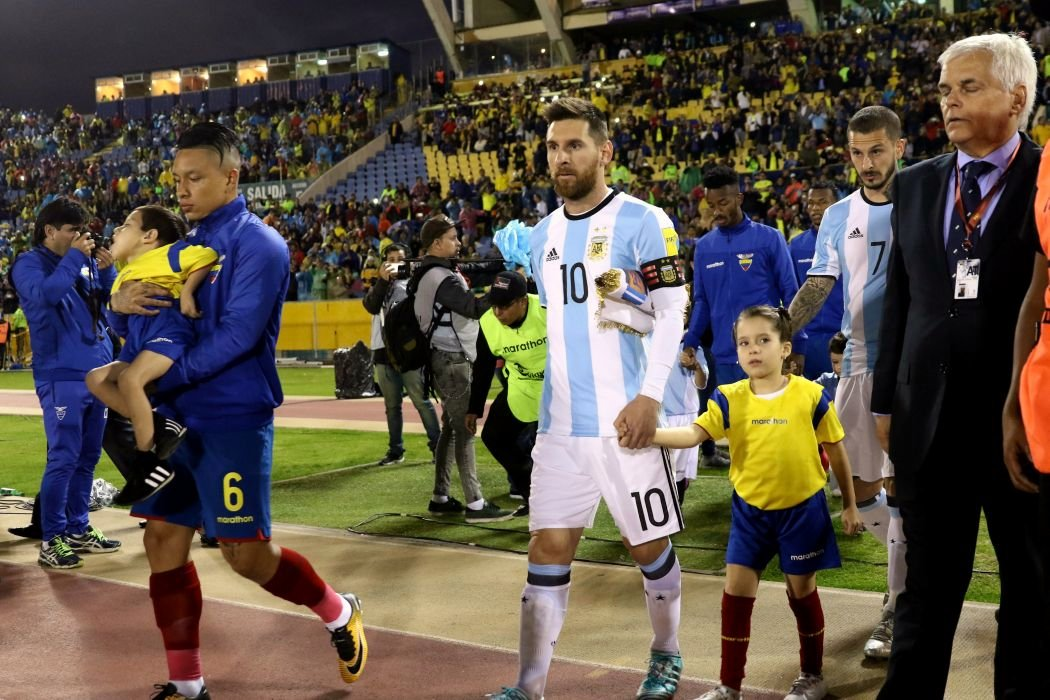
Messi guida in campo l'Argentina nella sfida contro l', decisiva per la qualificazione al, vinta per 3-1 grazie a una sua tripletta

Tornato in nazionale, Messi è convocato per la prima gara delle qualificazioni sudamericane al campionato del mondo 2018, contro il Venezuela.
Alla vigilia dell'ultimo turno delle eliminatorie, l'Argentina occupa il sesto posto del girone sudamericano, rischiando così, per la prima volta da Messico 1970, di restare clamorosamente fuori dalla fase finale del mondiale. Il 10 ottobre 2017 Messi realizza una tripletta decisiva per consentire all'Albiceleste di rimontare e battere l'Ecuador a Quito (dove peraltro gli argentini non vincevano dal 2001): grazie ai suoi gol, la nazionale si qualifica per la rassegna iridata e Messi diventa il primatista di gol nelle qualificazioni sudamericane, con 21 reti, insieme all'uruguaiano Luis Suárez, superando nella graduatoria il connazionale Hernán Crespo.
Messi esordisce nella fase finale in Russia il 16 giugno, fallendo un calcio di rigore nella partita pareggiata contro l'Islanda (1-1). Nella sfida successiva, persa nettamente contro la Croazia (0-3), il talento Albiceleste non emerge, portando la squadra a un passo da una prematura eliminazione; tuttavia nella terza e ultima partita del girone, grazie anche ad un suo gol, l'Argentina si impone sulla Nigeria per 2-1 centrando la qualificazione agli ottavi di finale, dove viene estromessa dalla Francia, al termine di una rocambolesca partita conclusasi 4-3 in favore dei transalpini.

#### Copa América 2019 e Copa América 2021
Convocato per la Copa América 2019, nel corso della manifestazione raggiunge il terzo posto e segna un solo gol, nel pareggio per 1-1 contro il Paraguay ai gironi. Nella finalina contro il Cile viene espulso a seguito di un alterco con Gary Medel.
Disputa con l'Argentina la Copa América 2021, tenutasi in Brasile. Nella terza gara dell'Albiceleste, disputata e vinta contro il Paraguay, sale al primo posto della classifica di presenze in nazionale, uguagliando Javier Mascherano con 147 partite giocate. L'11 luglio, ancora prima della finale, la CONMEBOL lo elegge miglior giocatore della manifestazione alla pari di Neymar; poche ore dopo gioca e vince la finale (contro i padroni di casa), che vede gli argentini trionfare per 1-0 grazie al gol di Ángel Di María. Non andando a segno nella partita decisiva, Messi conclude la competizione a quota 4 reti, di cui 2 nel successo per 4-1 contro la Bolivia ai gironi, vincendo anche il titolo di miglior marcatore alla pari del colombiano Luis Díaz.

#### Qualificazioni al mondiale 2022 e Coppa dei Campioni CONMEBOL-UEFA 2022
Il 9 settembre 2021, in occasione del successo per 3-0 contro la Bolivia nelle qualificazioni al campionato del mondo 2022, realizza una tripletta che gli consente di superare Pelé e diventare il miglior marcatore nella storia delle nazionali sudamericane.
Il 1º giugno 2022, in qualità di campione del Sud America, disputa e si aggiudica la terza edizione della Coppa dei Campioni CONMEBOL-UEFA 2022, nota anche come Finalissima 2022, battendo 3-0 l'Italia, campione d'Europa in carica e fornendo un assist per il secondo goal dell'Albiceleste. Al termine della partita, verrà premiato come migliore in campo dalla UEFA.
Il 5 giugno 2022 segna i 5 gol con cui l'Argentina batte, in gara amichevole, l'Estonia, diventando il terzo calciatore della selezione argentina a riuscirci, dopo Juan Marvezzi e José Manuel Moreno..

#### Mondiale 2022

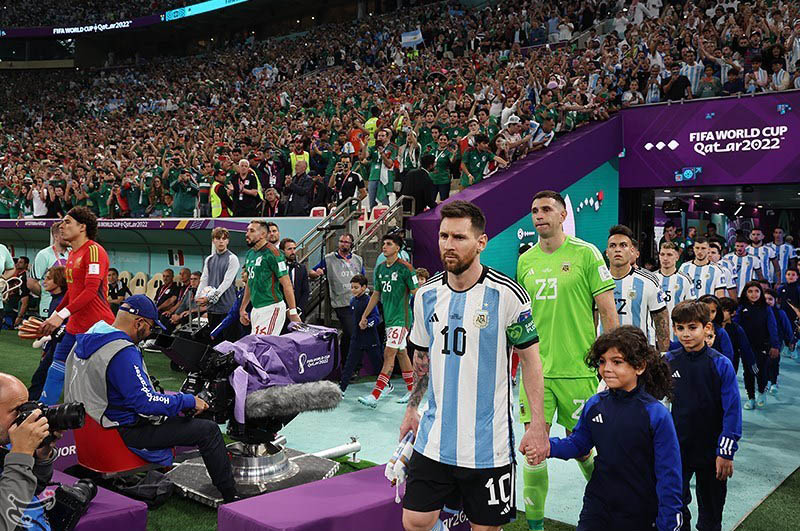
Messi entra in campo prima della vittoriosa partita contro il al

Convocato per il campionato del mondo 2022 in Qatar, nella fase a gironi va a segno nella sfida persa per 1-2 contro l'Arabia Saudita e in quella vinta per 2-0 contro il Messico. Agli ottavi di finale, in occasione della sua millesima partita nel calcio professionistico, realizza un gol nel successo ai danni dell'Australia (2-1), per poi ripetersi ai quarti di finale contro i Paesi Bassi, nella gara in cui fornisce inoltre l'assist per il gol di Nahuel Molina; la partita, terminata 2-2 dopo i tempi supplementari, si conclude con la vittoria argentina per 4-3 ai tiri di rigore. Nella semifinale contro la Croazia va nuovamente a segno su calcio di rigore, diventando così il miglior marcatore della nazionale argentina nel campionato mondiale (11 reti totali nelle varie edizioni, superato Gabriel Batistuta), e fornisce un assist per il gol del definitivo 3-0 di Julián Álvarez. Durante la finale, contro la Francia, è protagonista con una doppietta. La gara, chiusasi sul 3-3 dopo i tempi supplementari, si decide ai tiri di rigore, con l'Argentina che si aggiudica il trofeo imponendosi con il risultato di 4-2. Al termine della manifestazione viene premiato come miglior giocatore della competizione.

#### Copa América 2024
Al termine della rassegna iridata annuncia di voler continuare a giocare per l'Argentina.
Il 28 marzo 2023 realizza una tripletta nell'amichevole vinta per 7-0 contro Curaçao, che gli consente di raggiungere quota 102 reti segnate in nazionale; contestualmente diventa il terzo calciatore a realizzare 100 reti con la propria nazione dopo Cristiano Ronaldo e Ali Daei. Il 15 giugno 2023, nell'amichevole vinta per 2-0 contro l'Australia, va a segno dopo 79 secondi di gioco, realizzando il gol più veloce della propria carriera.
Disputa con l'Argentina la Copa América 2024, tenutasi negli Stati Uniti. Vince ogni partita a partire dai gironi, sedendosi in panchina una sola volta, segnando però solo in semifinale. Vince la sua seconda Copa América uscendo in finale a causa di un infortunio alla caviglia. Si conferma così il giocatore con più trofei vinti nella storia (45), davanti a Dani Alves (44).

#### Qualificazioni ai Mondiali del 2026
In occasione dell'incontro di qualificazione al Campionato mondiale del 2026 contro il Perù, Messi serve l'assist del definitivo 1-0 siglato da Lautaro Martínez, eguagliando così il record di assist nella storia delle nazionali (58), spettante allo statunitense Landon Donovan.

## Palmarès

### Club

#### Competizioni nazionali
- Campionato spagnolo: 10

Barcellona: 2004-2005, 2005-2006, 2008-2009,  2009-2010, 2010-2011, 2012-2013, 2014-2015, 2015-2016, 2017-2018, 2018-2019
- Supercoppa di Spagna: 8

Barcellona: 2005, 2006, 2009, 2010, 2011, 2013, 2016, 2018
- Coppa di Spagna: 7

Barcellona: 2008-2009, 2011-2012, 2014-2015, 2015-2016, 2016-2017, 2017-2018, 2020-2021
- Campionato francese: 2

Paris Saint-Germain: 2021-2022, 2022-2023
- Supercoppa francese: 1

Paris Saint-Germain: 2022
- MLS Supporters' Shield: 1

Inter Miami: 2024

#### Competizioni internazionali
- UEFA Champions League: 4

Barcellona: 2005-2006, 2008-2009, 2010-2011, 2014-2015
- Supercoppa UEFA: 3

Barcellona: 2009, 2011, 2015
- Coppa del mondo per club: 3

Barcellona: 2009, 2011, 2015
- Leagues Cup: 1

Inter Miami: 2023

### Nazionale
- Campionato mondiale Under-20: 1

Paesi Bassi 2005
- Oro olimpico: 1

Pechino 2008
- Coppa America: 2

Brasile 2021, USA 2024
- Coppa dei Campioni CONMEBOL-UEFA: 1

Finalissima 2022
- Campionato mondiale: 1

Qatar 2022

### Individuale
- Scarpa d'oro del mondiale Under-20: 1

Paesi Bassi 2005 (6 gol)
- Pallone d'oro del mondiale Under-20: 1

Paesi Bassi 2005
- Golden Boy: 1

2005
- Calciatore argentino dell'anno (militante all'estero dal 2007) del Círculo de Periodistas Deportivos: 16 (record)

2005, 2007, 2008, 2009, 2010, 2011, 2012, 2013, 2015, 2016, 2017, 2019, 2020, 2021, 2022, 2023
- Miglior giovane della Copa América: 1

Venezuela 2007
- Trofeo Bravo: 1

2007
- FIFA FIFPro World XI: 17 (record)

2007, 2008, 2009, 2010, 2011, 2012, 2013, 2014, 2015, 2016, 2017, 2018, 2019, 2020, 2021, 2022, 2023
- UEFA Club Footballer of the Year: 1

2008-2009
- Capocannoniere della UEFA Champions League: 6

2008-2009 (9 gol), 2009-2010 (8 gol), 2010-2011 (12 gol), 2011-2012 (14 gol), 2014-2015 (10 gol, a pari merito con Cristiano Ronaldo e Neymar), 2018-2019 (12 gol)
- Miglior giocatore della Liga spagnola: 9 (record)

2008-2009, 2009-2010, 2010-2011, 2011-2012, 2012-2013, 2014-2015, 2016-2017, 2017-2018, 2018-2019
- Trofeo Alfredo Di Stéfano di Marca: 7 (record)

2009, 2010, 2011, 2015, 2017, 2018, 2019
- Miglior giocatore della Coppa del mondo per club FIFA (Golden Ball): 2 (record)

2009, 2011
- Onze d'or (miglior calciatore militante in Europa) di Onze Mondial: 4 (record)

2009, 2011, 2012, 2018
- Atleta argentino dell'anno del Círculo de Periodistas Deportivos: 4 (record)

2011, 2021, 2022, 2023
- Squadra ideale della Liga: 2

2014-2015, 2015-2016
- Squadra della stagione della UEFA Champions League: 7

2014-2015, 2015-2016, 2016-2017, 2017-2018, 2018-2019, 2019-2020, 2020-2021
- Miglior giocatore della Supercoppa UEFA: 1

2015
- Globe Soccer Awards: 1

Miglior giocatore: 2015
- Pallone d'oro: 4  (record)

2009, 2019, 2021, 2023
- Pallone d'oro FIFA: 4  (record)

2010, 2011, 2012, 2015
- FIFA World Player: 1

2009
- Scarpa d'oro: 6  (record)

2009-2010 (34 gol), 2011-2012 (50 gol), 2012-2013 (46 gol), 2016-2017 (37 gol), 2017-2018 (34 gol), 2018-2019 (36 gol)
- Pichichi della Liga: 8 (record)

2009-2010 (34 gol), 2011-2012 (50 gol), 2012-2013 (46 gol), 2016-2017 (37 gol), 2017-2018 (34 gol), 2018-2019 (36 gol), 2019-2020 (25 gol), 2020-2021 (30 gol)
- UEFA Best Player in Europe: 2

2010-2011, 2014-2015
- Capocannoniere della Coppa del Re: 4

2010-2011 (7 gol, a pari merito con Cristiano Ronaldo), 2013-2014  (5 gol), 2015-2016 (5 gol, a pari merito con Luis Suárez, John Guidetti, Munir e Álvaro Negredo), 2016-2017 (5 gol, a pari merito con Wissam Ben Yedder)
- Capocannoniere della Coppa del mondo per club FIFA: 1

2011 (2 gol, a pari merito con Adriano)
- Pallone d'oro del campionato mondiale: 2 (record)

Brasile 2014, Qatar 2022
- UEFA Goal of the Season: 2

2014-2015, 2015-2016
- Miglior giocatore della Copa América: 2 (record condiviso con Manuel Seoane, José Nasazzi e Enzo Francescoli)

Cile 2015, Brasile 2021
- Miglior marcatore internazionale dell'anno IFFHS: 3

2011, 2012, 2022
- Miglior costruttore di gioco dell'anno IFFHS: 5 (record)

2015, 2016, 2017, 2019, 2022
- The Best FIFA Men's Player: 3  (record)

2019, 2022, 2023
- Laureus Sportsman of the Year Award: 2

2020, 2023
- Inserito nel Dream Team del Pallone d'oro (2020)

- Capocannoniere della Copa América: 1

2021 (4 gol, a pari merito con Luis Díaz)
- Miglior giocatore della finale di Coppa dei Campioni CONMEBOL-UEFA: 1

2022
- Scarpa d'argento del campionato mondiale: 1

Qatar 2022
- Miglior calciatore dell'anno IFFHS: 1

2022
- Capocannoniere della Leagues Cup: 1

2023 (10 reti)
- Miglior giocatore della Leagues Cup: 1

2023
- MLS Best XI: 1

2024
- Miglior calciatore della Major League Soccer: 1

2024